# Pfarrhof Böckstein

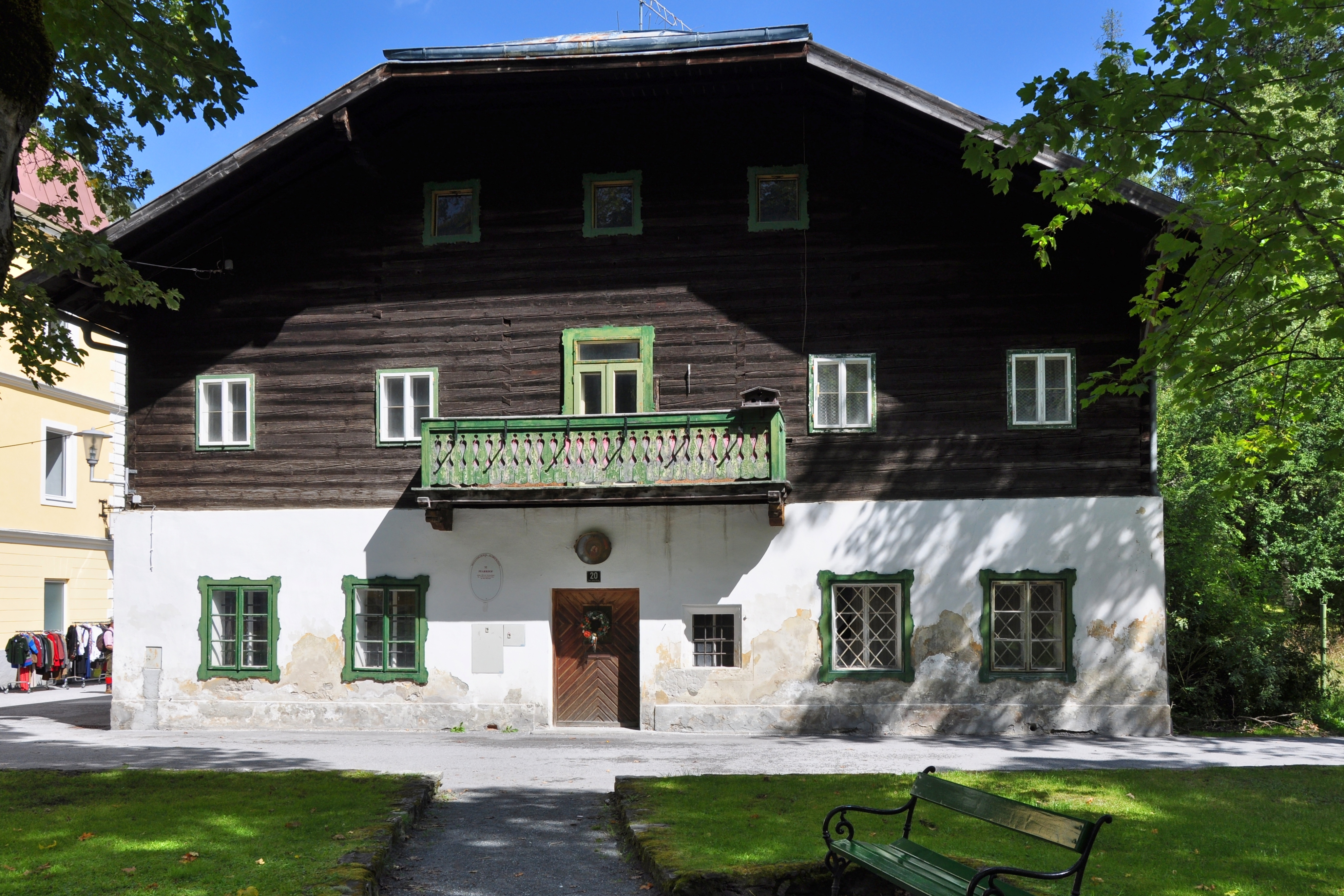
Pfarrhof in Böckstein

Der Pfarrhof Böckstein im Ortsteil Böckstein des Kurortes Bad Gastein im Land Salzburg wurde 1742 als Bergverwalterhaus errichtet und steht unter Denkmalschutz (Listeneintrag).

## Lage
Der Pfarrhof befindet sich etwa 100 Meter südwestlich der Pfarrkirche Böckstein.

## Geschichte
Das Gebäude wurde 1742 ursprünglich als Bergverwalterhaus (Verweserhaus des Aufbereitungsbetriebes) errichtet.
Seit 1766, der Einrichtung eines Vikariates in Böckstein, wohnte der Vikar in diesem Haus.
Seit der Erhebung des Vikariats zur Pfarre dient das Gebäude als Pfarrhof.

## Beschreibung
Das zweigeschoßige Gebäude mit fünf Fensterachsen an der Hauptfassade besitzt ein Walmdach.
Das Erdgeschoß ist gemauert, das Obergeschoß und die Mansarde sind ein Blockbau.
Der Glockenturm, der sich ursprünglich am Dach dieses Gebäudes befand, wurde auf das nachfolgende Verwalterhaus übertragen und ist seither am Colloredohaus Altböckstein zu sehen.

## Umgebung
Schloss Böckstein (Jagdschloss Czernin) ist das Nachbargebäude im Osten.
In der Parkanlage südwestlich des Pfarrhofs befinden sich der denkmalgeschützte Gusseisenbrunnen und der früher für den Goldbergbau eingesetzte Steintrog von Böckstein.